# بلدة بايفيلد (ويسكونسن)
بايفيلد (بالإنجليزية: Bayfield (town), Wisconsin)‏ هي بلدة تقع بولاية ويسكونسن في الولايات المتحدة. تبلغ مساحتها 346.9 (كم²)، وترتفع عن سطح البحر 242 م، بلغ عدد سكانها 625 نسمة في عام 2000 حسب إحصاء مكتب تعداد الولايات المتحدة وتصل الكثافة السكانية فيها 2.7 نسمة/كم2.

## وصلات خارجية
- http://www.townofbayfield.com
- The US50 - Cities and Towns in Wisconsin State
- Wisconsin Cities and Towns, Facts, Map, Flag, Colleges, Government, and More